# Honfleur (Quebec)
| Honfleur                             |                        |
| Église Notre-Dame-du-Bon-Conseil.jpg |                        |
| Coordenadas: 46º39'N, 70º53'W        |                        |
| Província                            | Quebec                 |
| Região administrativa                | Chaudière-Appalaches   |
| Incorporado em                       | 5 de março de 1915     |
| Prefeito                             | Marcel Blais           |
| Código postal                        | 19070                  |
|                                      |                        |
| Área                                 |                        |
| - Cidade                             | 51 km², 20,5 mi²       |
| Fuso horário                         | UTC -5                 |
| População (2006)                     |                        |
| - Cidade                             | 866                    |
| - Densidade                          | 17 hab/km², 42 hab/mi² |

Honfleur é uma municipalidade canadense do conselho  municipal regional de Bellechasse, Quebec, localizada na região administrativa de Chaudière-Appalaches. Em sua área de 51 km, habitam 866 pessoas.
No município situa-se a nascente do rio Boyer.